# Naroczyce
Naroczyce (niem. Nährschütz) – wieś w Polsce położona w województwie dolnośląskim, w powiecie lubińskim, w gminie Rudna, przy drodze wojewódzkiej nr 111. 

## Podział administracyjny
| SIMC    | Nazwa             | Rodzaj     |
| ------- | ----------------- | ---------- |
| 0367315 | Naroczyce-Górki   | przysiółek |
| 0999601 | Naroczyce-Kolonia | przysiółek |

W latach 1975–1998 miejscowość administracyjnie należała do województwa legnickiego.

## Użytki ekologiczne
W najbliższym sąsiedztwie Naroczyc i Chobieni znajduje się użytek ekologiczny "Naroczycki Łęg".

## Historia
Pierwsze wzmianki o miejscowości pojawiają się w XIV w. W XVI i XVII w. dobra Naroczyc były w posiadaniu rodziny von Kreckwitz. Około 1688 r. część majątku należała do króla Augusta II Mocnego. Następnie majątek zmieniał właścicieli kilkakrotnie. 

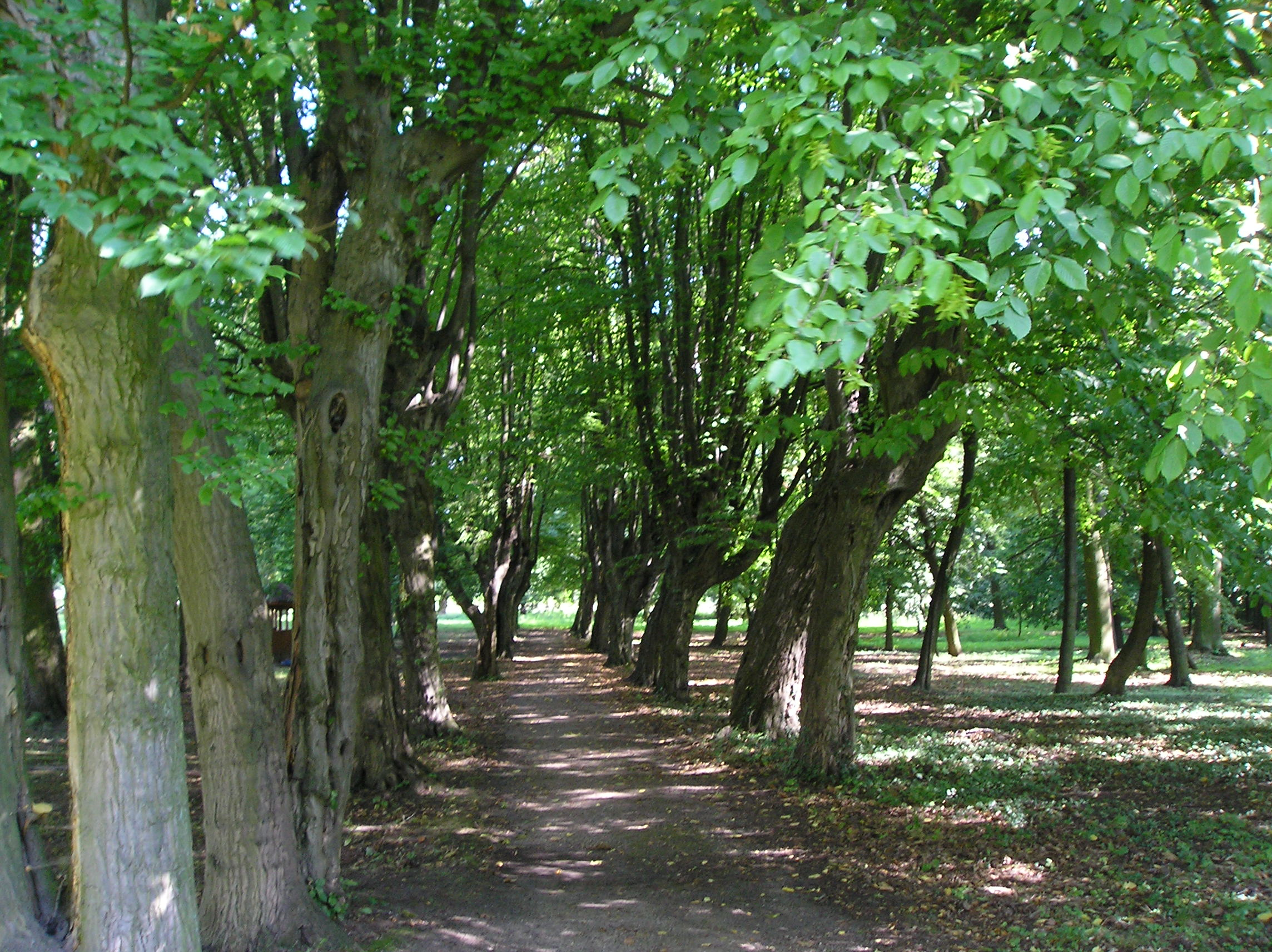
Aleja grabowa w parku przypałacowym z XVIII w.

## Zabytki
Do wojewódzkiego rejestru zabytków wpisane są:
- zespół pałacowy, z XVIII-XIX w.
  - pałac obecnie w ruinie, wzniesiony w 1688 r. przez króla Augusta II Mocnego, który traktował go jako rezydencję w czasie licznych podróży z Drezna do Warszawy
  - park, niewielki z aleją grabową i pozostałościami ogrodu z XVIII w.
  - spichrz folwarczny, barokowy

inne zabytki:
- rozległy folwark, zachowany przy pałacu w centrum wsi